# Jiří Kaftan
Jiří Kaftan (22. května 1935 Ústí nad Labem – 11. listopadu 2011 Praha, Fakultní nemocnice Bulovka) byl český herec, mim, tanečník a divadelní pedagog.
Jeho poslední účinkování bylo v Divadle Na Jezerce.
Na Pražské konzervatoři a Konzervatoři Jaroslava Ježka vyučoval pantomimu.

## Filmografie (výběr)

### Film
- Kdyby tisíc klarinetů
- Starci na chmelu
- Spalovač mrtvol
- Dáma na kolejích
- Tři veteráni
- Ceremoniář
- Kuličky
- Děti noci

### Televize
- Pojišťovna štěstí
- Ulice